# Carmen Plaza Arnáiz
Carmen Plaza Arnáiz (Burgos, España) es una poeta española y escritora de cuentos en español y catalán.

## Biografía
Nacida en Burgos y residente en Barcelona. Siendo muy niña su familia se trasladó de las tierras de Castilla a Barcelona.  Licenciada en Ciencias Económicas por la Universidad de Barcelona. Especialista en Organización y Gestión Sanitaria, ha sido asesora del Ministerio de Sanidad (Ley General de Sanidad con la implantación de la Sanidad Universal, Comisión Abril Martorell), de la Generalidad de Catalunya y de cooperativas y entidades sanitarias. Ha formado parte de la junta directiva de Barcelona Centro Médico en misiones en Europa.
Es miembro de la Associació de Bibliòfils de Barcelona y de la Associació Col·legial d’Escriptors de Catalunya.

## Publicaciones
- Manual de diosas (Torremozas, 2022)
- Jugar a versos (Ediciones Carena, 2020)
- No me regales flores - Poesía esencial (Huerga y Fierro, 2019)
- Breviario para un tiempo de espera (Torremozas, 2018)
- Prohibido respirar (Ediciones Carena, 2018, edición bilingüe castellano / catalán)
- Cautivas palabras (Torremozas, 2016)
- La sombra del trébol (Torremozas, 2015)
- Danielandia (Ediciones Carena, 2015)
- Lo que el aire oculta (Huerga y Fierro. 2014)
- Plaza sitiada (Ediciones Carena, 2014)
- Breviari per a tardes de xàfec (Pagès Editors, 2013)
- Breviario para tardes de aguacero (Torremozas, 2012)
- Versos para seguir creciendo (Ediciones Carena, 2012)
- El rastro de la herida (Torremozas, 2011)
- Cuentos de lumbre y pesadumbre (Ediciones Carena, 2011)
- La honda y el viento (Ediciones la Casa de Cartón, 2011)
- La invención sucesia (Torremozas, 2009)
- Amor en vela (Visor de Poesía, 2009)
- Tela que cortar (Torremozas, 2006)
- Breviario para el bolsillo interior (Edicions Smara, 2006)

## Distinciones
- Incluida en Personajes de Cataluña 2009, (Last Word 2009)[3]
- Incluida en Diccionario de la Cultura Burgos 2001-2010, (Fernando Orterga Barriuso, Ediciones Dossoles, Burgos 2012)
- Premio Carmen Conde 2006[4]
- Premio Laureá Mela 2006[5]